# Hypselodoris edenticulata
Hypselodoris edenticulata är en snäckart som först beskrevs av White 1952.  Hypselodoris edenticulata ingår i släktet Hypselodoris och familjen Chromodorididae. Inga underarter finns listade i Catalogue of Life.

## Bildgalleri

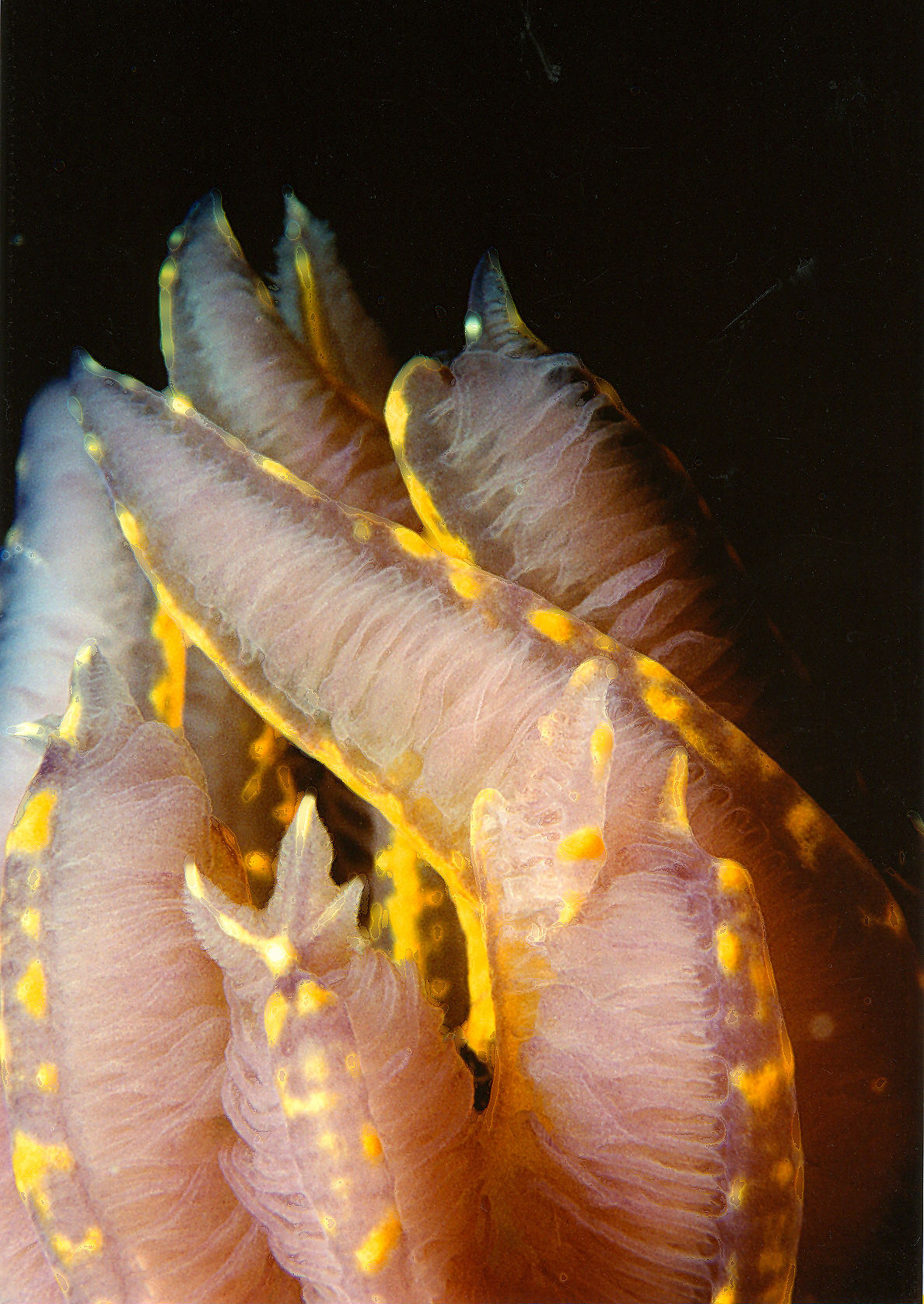